# Al-Hasa
Al-Hasa, también Al-Ahsa, Al-Hassa, o El Hasa (en árabe: الأحساء‎, localmente al-Hasā, en turco: Lahsa) es una ciudad ubicada en el gran oasis de la región oriental de Arabia Saudita (25°25′46″N 49°37′19″E / 25.42944, 49.62194), considerado el mayor del mundo, situado a 60 km del golfo Pérsico. Fue una de las principales ciudades del siglo XI y da su nombre a la Gobernación de Al-Hasa, la mayor de la Provincia Oriental (Arabia Saudita).

## Historia
Desde tiempos de la Arabia preislámica hasta 1521 la región era conocida como Bahráin o Hasa y Qatif, por las dos más famosas ciudades de la región.
Al-Hasa fue habitada desde tiempos prehistóricos. 
En el 899 la región se encontraba bajo el control del líder qaramita Al-Jannabi, declarándose independiente del Califato Abasí de Bagdad. Su capital era Al-Mu'miniya, cercana a la actual Hofuf.
En 1077 el gobierno qaramita en Al-Hasa fue derrocado por los Uyuníes cayendo luego bajo la autoridad de la dinastía bahrainí de los Usfuríes, apoyados por sus familiares los Yabríes, convirtiéndose en uno de los poderes más formidables de la región y retomando las islas de Baréin ocupadas por los príncipes de Ormuz. El último rey de la dinastía yabrí sería Muqrin ibn Zamil.
En 1521 el imperio portugués conquistó las islas de Bahráin de manos de Zamil, quien cayó en combate.
Los Yabríes intentaron mantener su posición en el territorio continental frente a los otomanos y su tribu aliada, los Muntafiq.
En 1550 Al-Hasa y la cercana Qatif pasaron a la soberanía del Imperio otomano bajo la égida de Suleimán I. Al-Hasa había sido incorporada formalmente como eyalet, la división de mayor jerarquía en la organización territorial del Imperio otomano pero era en los hechos sólo un estado vasallo del Imperio.
En 1670 los otomanos fueron expulsado de Al-Hasa y la región pasó a ser controlada por la tribu Banu Jálid.
En 1795 Al-Hasa y Qatif fueron incorporados al primer estado saudita de los wahhabitas, pero fue reincorporado al imperio en 1818 tras la invasión ordenada por Mehmet Alí aunque los líderes del clan Banu Jálid fueron reconocidos como gobernantes de la región hasta 1830, cuando el Emirato de Nechd, el segundo estado saudita, reconquistó el territorio.
El gobierno otomano fue restaurado en 1871 y Al-Hasa fue incorporado a la provincia de Bagdad y tras su división en 1875 a la de Basora. 
En 1913 Ibn Saúd, primer rey de Arabia Saudita, anexó Al-Hasa y Qatif a sus dominios del Néyed. En 1938 se descubrieron depósitos de petróleo en la cercanía de Dammam, lo que resultó en la rápida modernización de la región.
Actualmente Al-Hasa cuenta con aeropuerto, dos escuelas internacionales y dos universidades. Las principales actividades económicas son la producción de petróleo, la agricultura (arroz, maíz, cítricos, palmas) y la ganadería (aves, ovejas, cabras y camellos).